# رونبورگ (هسن)
رونبورگ (به آلمانی: Ronneburg) یک شهر در آلمان است که در ماین-کینتسیگ واقع شده‌است. رونبورگ ۳٬۲۴۵ نفر جمعیت دارد.